# Thrasybulos Georgiades
Thrasybulos Georgiades (Del griego Trasíbulo Georgiades; * 4 de enero de 1907 en Atenas; † 15 de marzo de 1977 en Múnich), fue un musicólogo, pianista e ingeniero civil griego.

## Biografía
Antes de iniciar la carrera de Ingeniería civil en la Escuela Técnica Superior de Atenas, Georgiades se consagró a sus estudios de piano (1921-1926) en el Conservatorio estatal de Atenas. Tras graduarse en Ingeniería civil, estudió Musicología y Composición en Múnich con Carl Orff (1930-1935). En sus estudios interdisciplinares Georgiades también recibió influencias del psicólogo y musicólogo Kurt Huber, el bizantinista Franz Dölger y el arqueólogo Ernst Buschor. El 6 de junio de 1935 obtuvo el doctorado con Rudolf von Ficker en la Universidad de Múnich gracias a una tesis sobre la evolución de la polifonía en la Edad Media. En 1936 contrajo matrimonio con la clavecinista Ana Barbara Speckner. En 1938 Georgiades entró a trabajar como profesor de Formas musicales en el Conservatorio nacional estatal  "Odeon Athenon" de Atenas, de cuya dirección se hizo cargo en 1939. En 1947 obtuvo la habilitación con sus "Observaciones sobre la métrica de la cantidad en la Antigüedad" sobre el ritmo en la antigua Grecia y un año después fue nombrado profesor de la Universidad de Heidelberg. En 1956 fue nombrado profesor de la Universidad Ludwig-Maximilian en Múnich, y un año después fue elegido académico de la Academia de Ciencias de Baviera. Desde 1951 fue miembro de la Academia de Ciencias de Heidelberg. En 1972 obtuvo su jubilación y en 1974 le fue concedida la condecoración con la orden Pour le Mérite.

## Trabajo científico
Georgiades está considerado uno de los principales musicólogos y teóricos de la música del siglo XX en Alemania. En los años treinta, realizó investigaciones sobre la música popular y la música litúrgica bizantina. Posteriormente se dedicó intensamente al estudio de la estética y el ritmo, especialmente rhythmusbildenden la función creadora de ritmo del lenguaje. Georgiades fue editor de las "Münchner Veröffentlichungen zur Musikgeschichte" y de la "Musikalischen Edition im Wandel des historischen Bewusstseins".
El sucesor de Georgiades fue su compañero Theodor Göllner.

## Publicaciones (Selección)
- Englische Diskanttraktate aus der ersten Hälfte des 15. Jahrhunderts: Untersuchungen zur Entwicklung der Mehrstimmigkeit im Mittelalter. Musikwissenschaftliches Seminar der Universität München, Múnich 1937.
- Der griechische Rhythmus: Musik, Reigen, Vers und Sprache. Schröder, Hamburg 1949 (originalmente Habilitationsschrift de la Universidad de Múnich: Bemerkungen zur antiken Quantitätsmetrik, 1947).
- Musik und Sprache: Das Werden der abendländischen Musik dargestellt an der Vertonung der Messe. Mit zahlreichen Notenbeispielen. Springer, Berlin/Göttingen 1954 (diversas reediciones).
- Musik und Rhythmus bei den Griechen: Zum Ursprung der abendländischen Musik. Rowohlt, Hamburg 1958 (diversas reediciones).
- Sakral und Profan in der Musik. Hueber. München1960
- Musik und Schrift. Oldenbourg, München 1962.
- Das musikalische Theater. Verlag der Bayerischen Akademie der Wissenschaften, München 1965.
- Kleine Schriften. Schneider, Tutzing 1977.
- Schubert: Musik und Lyrik. Vandenhoeck und Ruprecht, Göttingen 1967  (diversas reediciones).
- Nennen und Erklingen: Die Zeit als Logos. Vandenhoeck und Ruprecht, Göttingen 1985.

## Literatura
- Doris Dorner: Musik als Repräsentationsgeschehen: Ein musik-philosophischer Rekurs auf Thrasybulos Georgiades Peter Lang, Frankfurt am Main, 1998.
- Hans-Georg Gadamer: Thrasybulos Georgiades. En: Hans-Georg Gadamer: la Hermeneutik in Rückblick (= Gesammelte Werke. vol. 10). Weber 1995, P. 423-426.